# Cole Cold
Cole Cold is een frisdrankmerk dat wordt geproduceerd door S.M. Jaleel & Co. in Trinidad en Tobago. Het is verkrijgbaar in de smaken Banaan, Banaan Light, Peer, Ananas, Ginger Beer, Druif, Kola Champagne, Kola Champagne Light, Sinas, Sinas Light, Cream Soda, Green Crush en Club Soda.
Het merk "Cole Cold" werd in 1981 geïntroduceerd ter vervanging van het eerder gevoerde merk "Red Spot". Na deze naamswijziging wist S.M. Jaleel in 18 maanden tijd haar marktaandeel te vergroten van 1% naar 30%.